# 胚殼

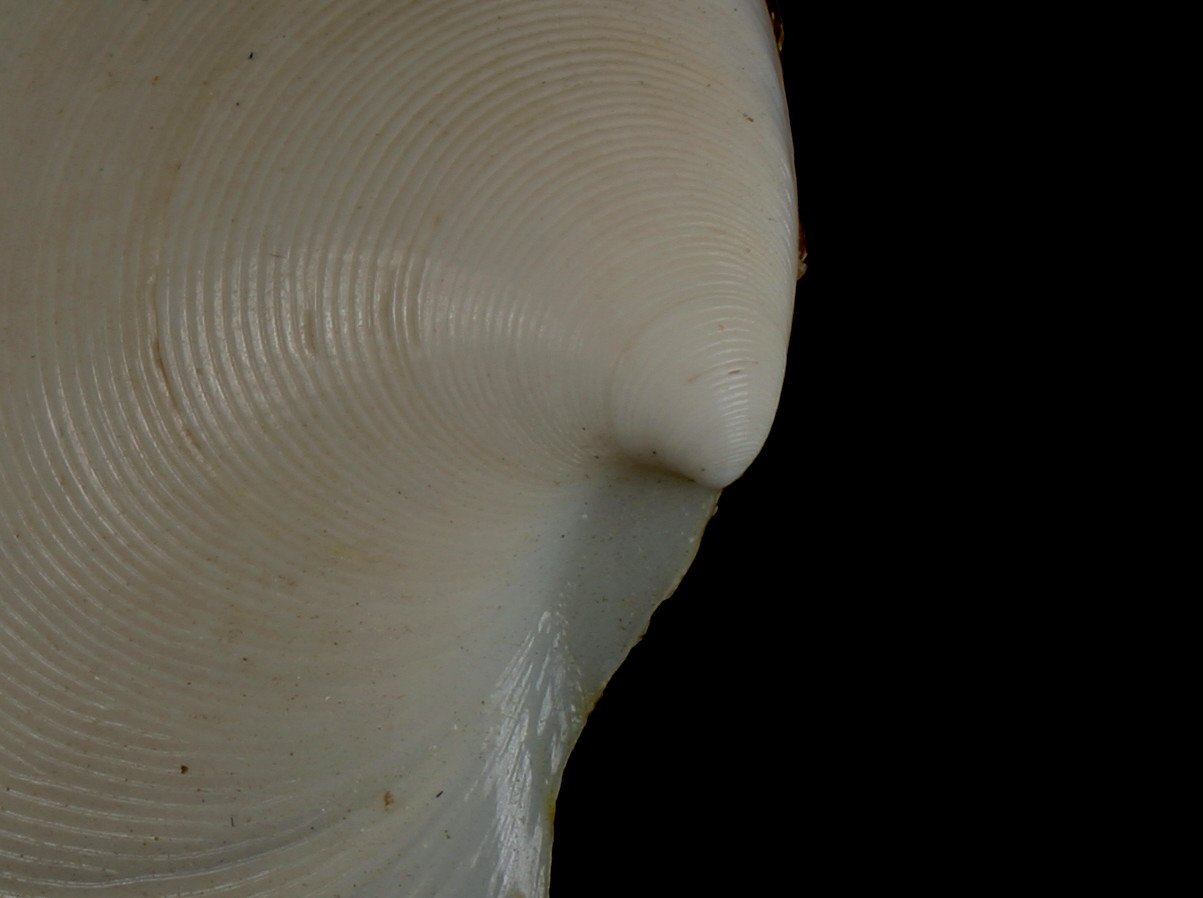
從殼頂觀看Dosina japonica，圖中胚殼清晰可見。

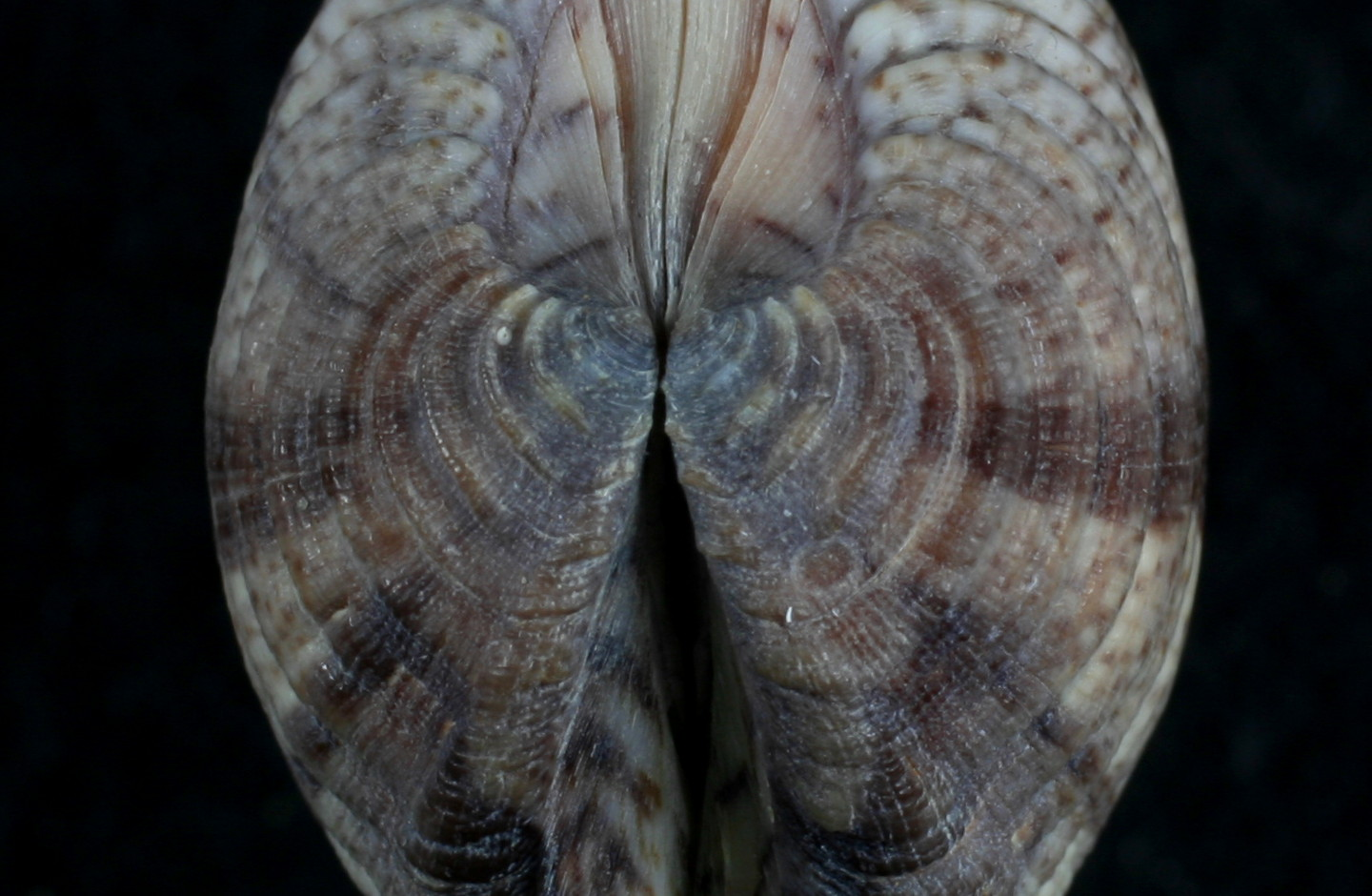
Umbo view of paired valves of Chione subrugosa with prodissoconchs visible

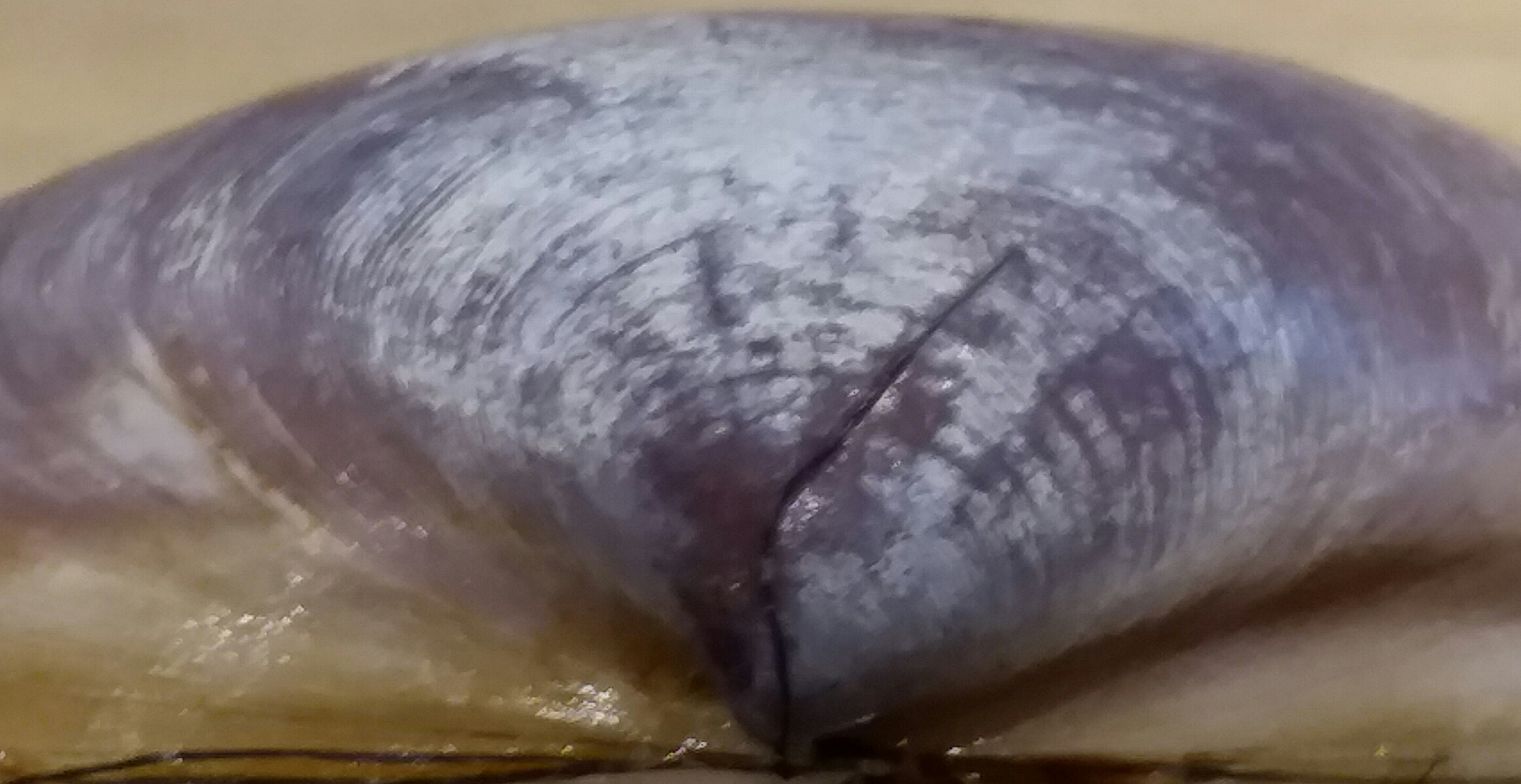
貴妃蚌的殼頂觀，可見其胚殼。

胚殼（學名：Prodissoconch），又作前結殼，是雙殼綱軟體動物（即蛤蜊、蜆、扇貝、牡蠣等物種）在其胚胎階段或幼蟲階段時就已存在的早期外殼。在腹足綱軟體動物的同源結構為胎殼或原胚壳（Protoconch）。
胚殼一般都是平滑的，但並不完全都是，但沒有生長線這點則是共同的。
如果其胚殼沒有被侵蝕消失的話，一般在其成年貝殼中仍可見。
胚殼的結構已被廣泛用作雙殼類分類中的一種鑑別特徵。

## 位置
一旦幼蟲期的雙殼動物找到棲息地定居並演化到少年期，貝殼的其餘部分就開始生長。 這個貝殼最早形成的部分，在整瓣殼來看比較凸出，就是殼頂（umbo）的所在。這部分亦是貝殼的胚殼所在，假如這部分未有被侵蝕或其他原因去掉的話。而在胚殼與殼頂間的分界往往亦相當明顯。